# Neues Schloss (Gräfentonna)

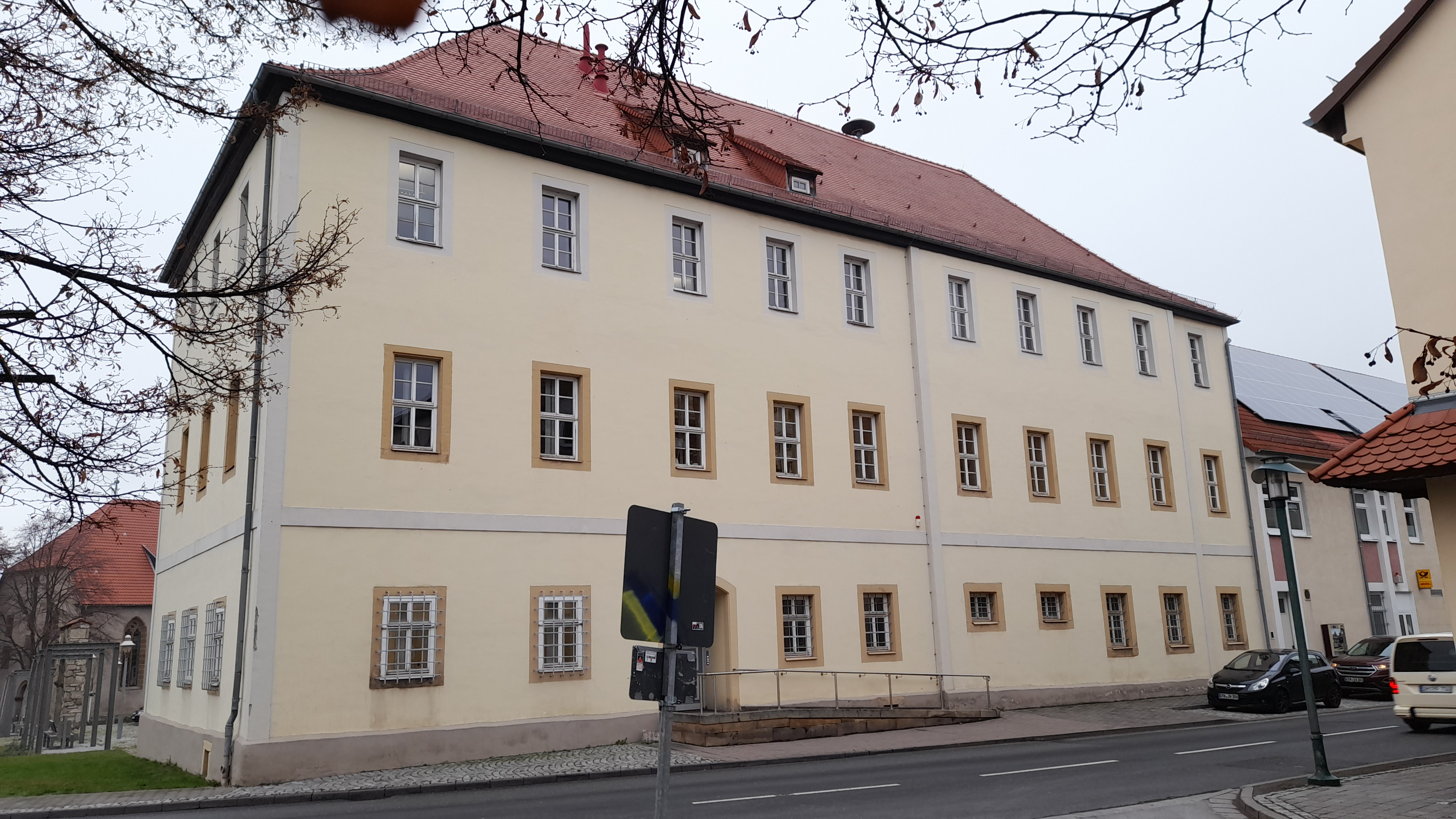
Ansicht vom Markt (2022)

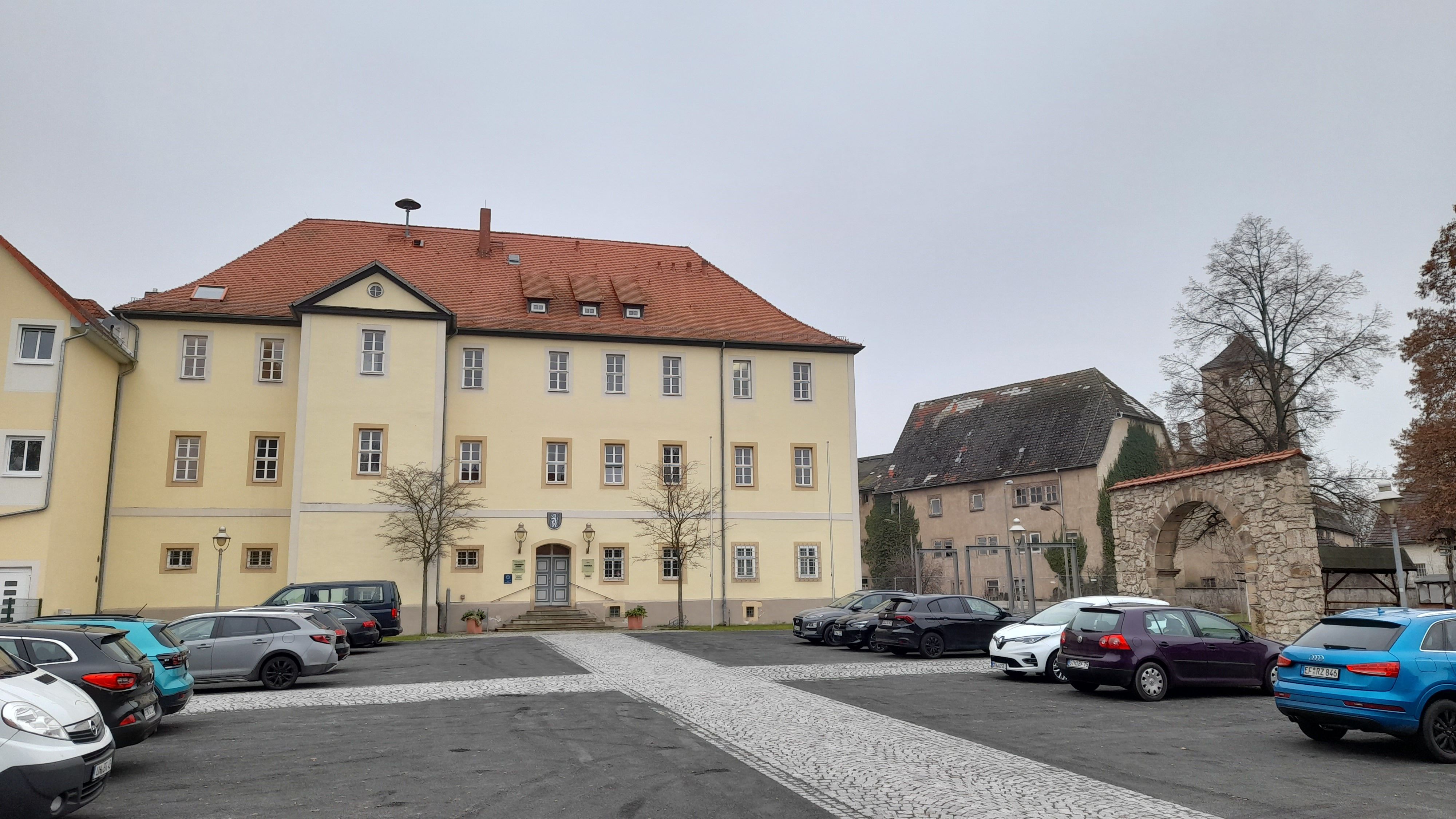
Ansicht von Norden, im Hintergrund das Alte Schloss Tonna (2022)

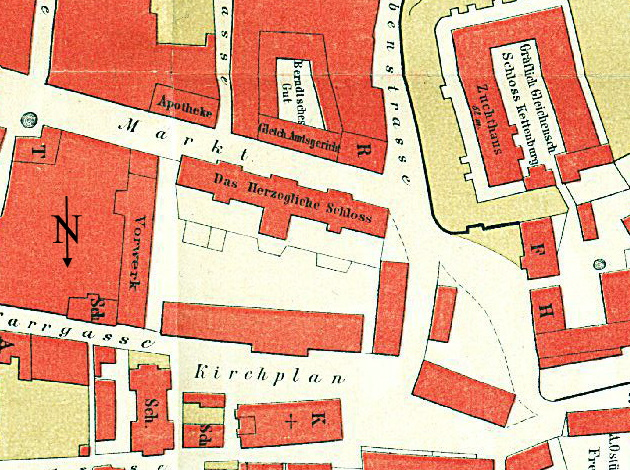
Lageplan (1892)

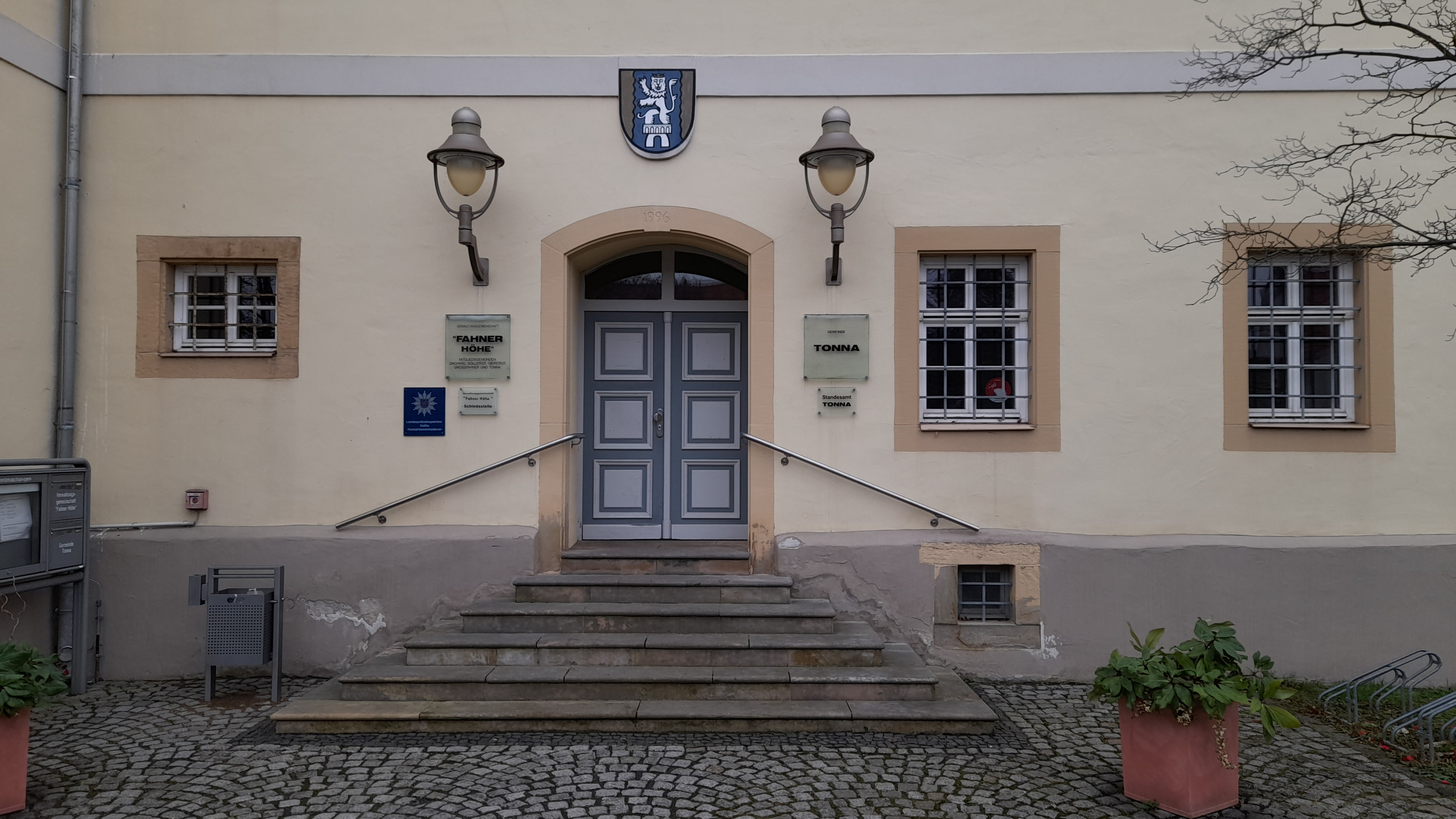
Haupteingang von Norden (2022)

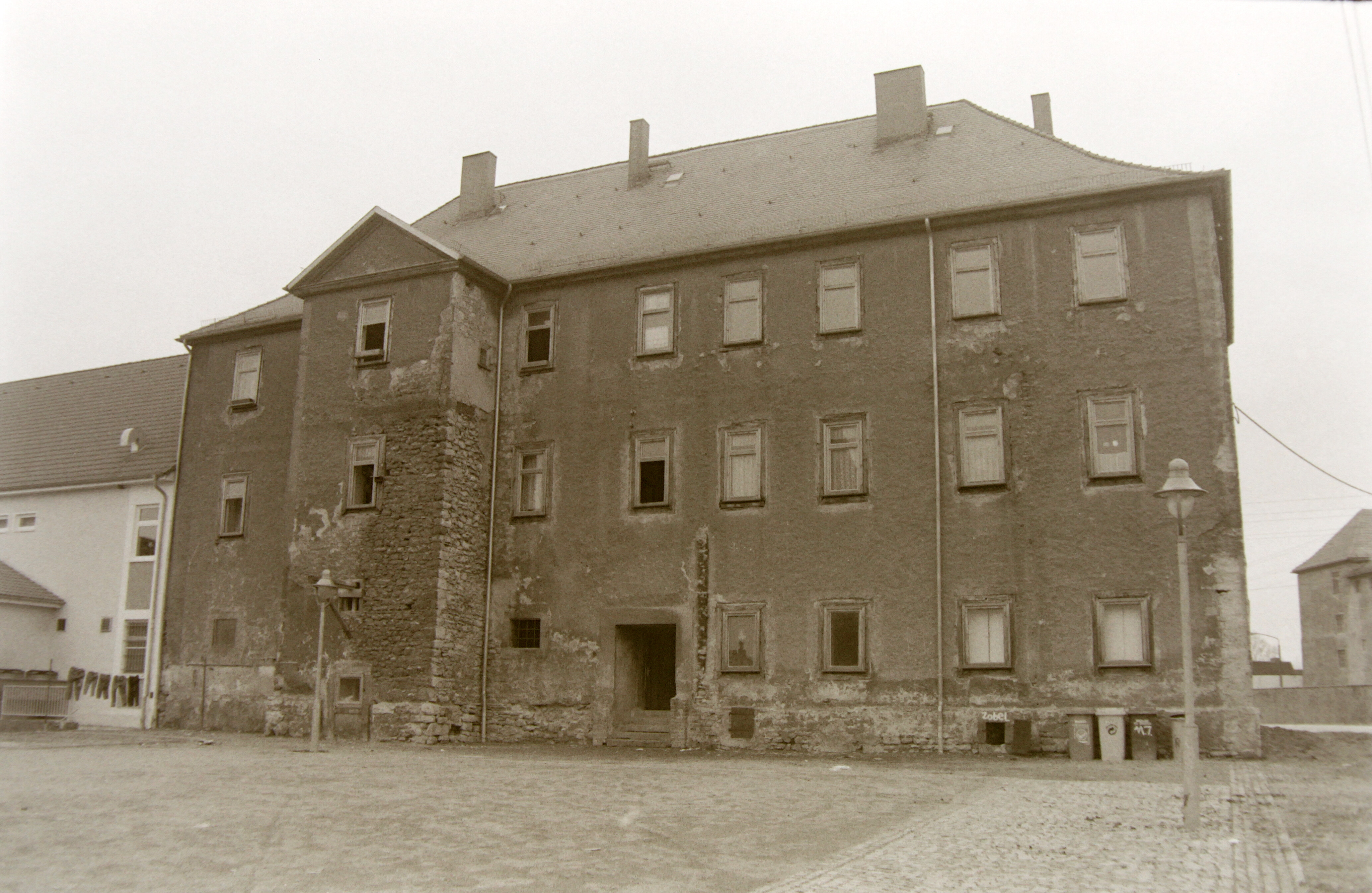
Hofseite vor der Sanierung (1994)

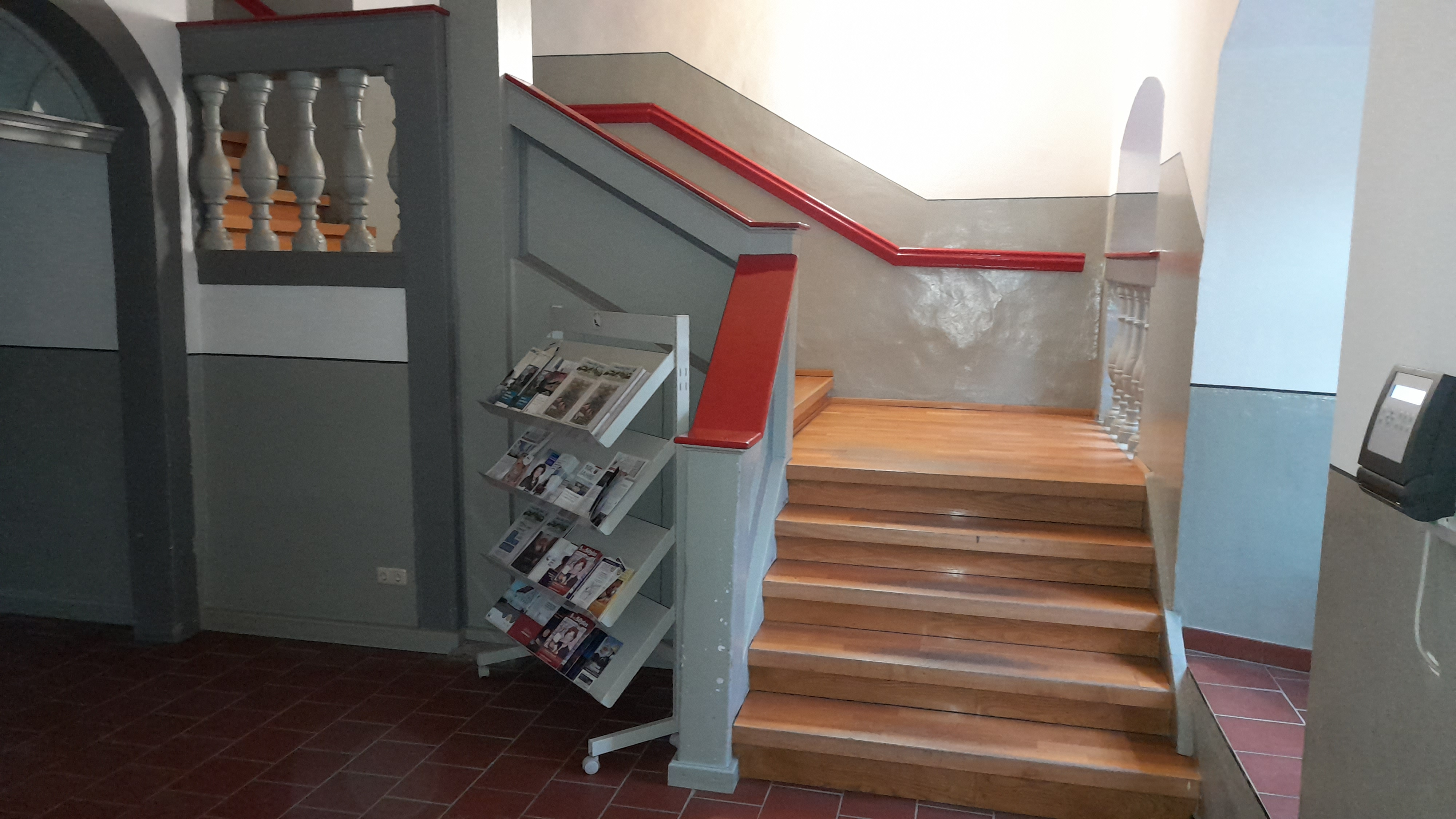
Innentreppe (2022)

Das Neue Schloss, auch Herzogliches Schloss oder Prinzenhaus genannt, in Gräfentonna, Markt 7, ist ein Kulturdenkmal und ehemaliges Schloss in Thüringen.

## Geschichte
Der 1677 erfolgte Erwerb der Grafschaft Tonna mit der Hauptstadt Gräfentonna durch Friedrich I. von Sachsen-Coburg-Altenburg hatte für den Ort positive Auswirkungen, die sich in einer regen Bautätigkeit zeigten. So ließ der Herzog zunächst bis 1684 das Neue Schloss und herzogliches Kammergut auf dem Gelände des ehemaligen Fohlenhofes gegenüber dem alten Schloss Tonna im schlichten Barockstil erbauen. Es wurde damals auch Prinzenhaus genannt, weil es offenbar einem der sechs jüngeren Brüder des Herzogs als Residenz diente. Der langrechteckige zweigeschossige Bau wurde einfacher Nebensitz der Gothaer Herzöge sowie Amtsgericht, Sitz der Verwaltung und Domäne. Im Norden erhielt es einen Treppenturm mit Ädikulaportal mit Sprenggiebel und sächsischem Wappen.
1691–92 wurde auch die benachbarte Kirche St. Peter und Paul durchgreifend erneuert.
1736 wurde das Neue Schloss um ein Geschoss erhöht. Östlich gehörte noch ein rechtwinklig anschließendes Vorwerk zum Anwesen.
1907 wurde der Bauer Wilhelm Schröder Pächter der og. Domäne. Am 19.5.1937 folgte ihm folgte sein Sohn, der Bauer Wilhelm Schröder II. Im Februar 1946, während der Sowjetische Militäradministration in Deutschland, wurde die Familie enteignet und aus Ort und Kreis ausgewiesen.
Später erfolgte mit dem Abbruch des östlichen Teils eine Verkürzung des Gebäudes von ursprünglich 30 auf 10 Fensterachsen. Mitte der 1990er Jahre wurde es als Sitz der Verwaltungsgemeinschaft Fahner Höhe umgebaut und saniert.